# Гуттерталь
Гуттерталь (до 1945 — Гуттерталь, нім. Gutterthal, у 1945 - 2025 — Кирпичне) — село в Україні, у Мелітопольському районі Запорізької області. Входить до складу Новенської селищної громади. Населення становить 239 осіб.

## Географія
Село Гуттерталь знаходиться між річками Тащенак та Малий Утлюк, примикає до села Фруктове. Поруч проходять автомобільна дорога М18 (E105) та залізничне полотно й розташована залізнична платформа 1237 км.

## Населення

### Мова
Розподіл населення за рідною мовою за даними перепису 2001 року:
| Мова       | Кількість | Відсоток |
| ---------- | --------- | -------- |
| російська  | 220       | 92.05%   |
| українська | 19        | 7.95%    |
| Усього     | 239       | 100%     |

## Історія
Село було засноване 1831 або 1842 році представниками християнської конфесійної групи гуттери.
Утворено гуттерами з радичівських колоній за допомогою Йоганна Корніса за менонітським зразком (65 десятин землі на сім'ю).
Незабаром жителі відмовилися від общинного гуттерського способу життя.
В 1876 році гуттери виїхали в Південну Дакоту, і село купили пришибські колоністи.
Станом на 1886 рік у німецькій колонії Гуттерталь Йоганесруської волості Мелітопольського повіту Таврійської губернії мешкало 325 осіб, налічувалось 47 дворів, існували молитовний будинок менонітів, школа, черепичний завод.
7 (20) листопада 1917 року, відповідно до Третього Універсалу Української Центральної Ради, увійшло до складу Української Народної Республіки.  
В 1945 році село було перейменоване в Кирпичне .
До 2019 року орган місцевого самоврядування — Фруктівська сільська рада.
22 червня 2023 року рішенням Національної комісії зі стандартів державної мови віднесено до списку населених пунктів, які «можуть не відповідати лексичним нормам української мови», зокрема стосуватися «російської імперської чи колоніальної політики». Громаді рекомендовано запропонувати нову назву в установленому законодавством порядку.
5 червня 2025 року Постановою Верховної Ради України №4483-ІХ «Про перейменування окремих населених пунктів, назви яких містять символіку російської імперської політики або не відповідають стандартам державної мови» селу Кирпичне повернуто історичну назву Гуттерталь. 

## Пам'ятки

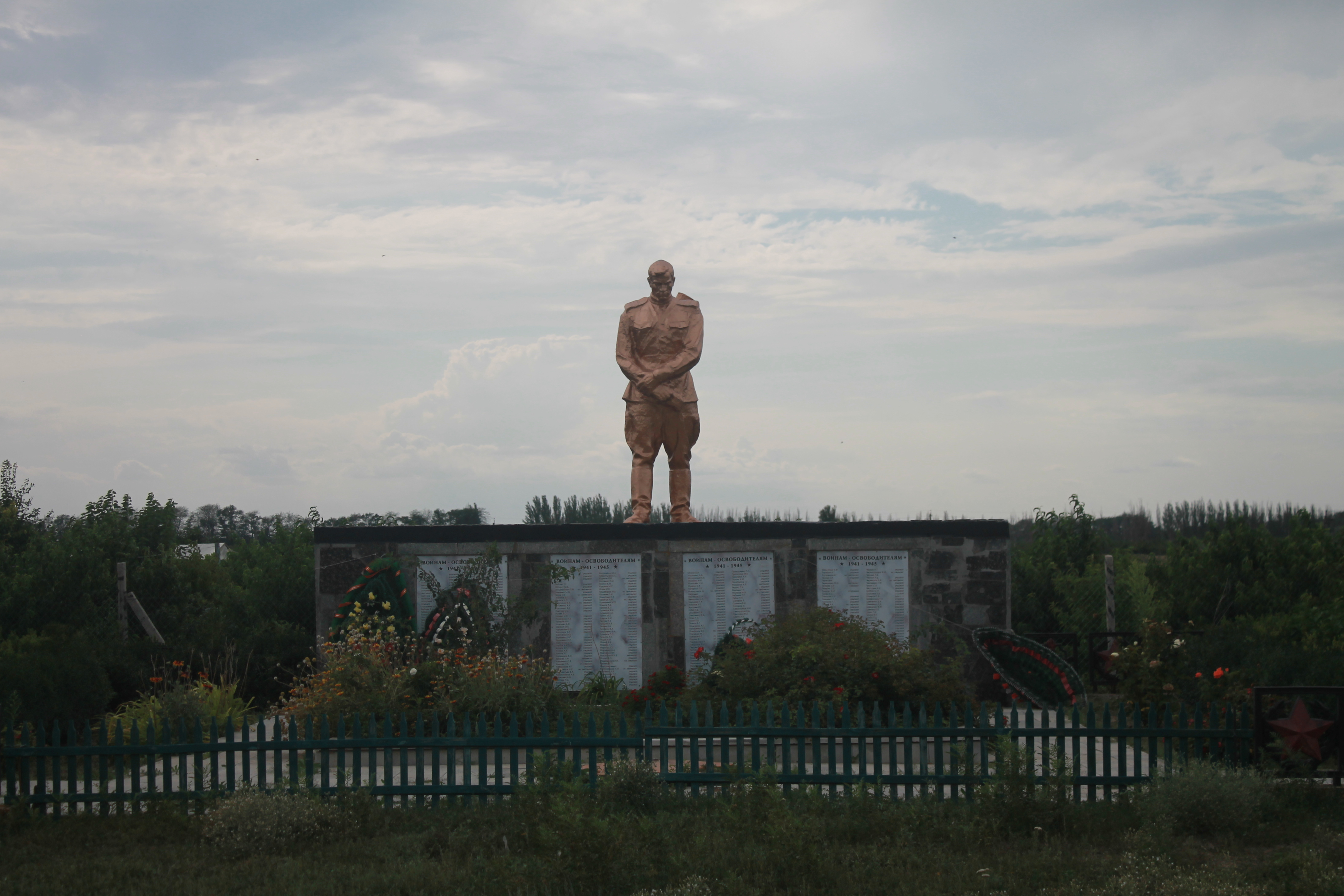
Пам'ятник воїнам-визволителям в селі Кирпичне, Мелітопольський район.

В селі є пам'ятник воїнам-визволителям 1941—1945 років.